# Монумент «Перемога»
Пам'ятник воїнам 3-го Українського фронту, які вели бої за Кривий Ріг 22 лютого 1944 року (монумент «Перемога») відкрито 9 травня 1968 року у сквері, обмеженому проспектом Миру, вулицею Героїв АТО та парком Героїв, у Металургійному районі Кривого Рогу, Україна

## Передісторія
Пам'ятка пов'язана з подіями Другої світової війни. Ветерани 48-ї гвардійської Криворізької стрілецької дивізії виступили з ініціативою про створення пам'ятника воїнам Третього Українського фронту, які воювали за Кривий Ріг 22 лютого 1944 р. Працювали над монументом скульптори Микола Красотін, Горбань Євген, Борис Климушко, архітектор Савельєв Олег, майстри фасонно-ливарного цеху заводу «Криворіжсталь» Довженко, Дмитренко, Іваненко, Рєпніков,Максецький та ін.
Після відкриття монументу «Перемога» 1968 року склалася міська традиція: двічі на рік, 22 лютого та 9 травня, відбувається церемонія запалення 10 смолоскипів пам'яті від полум'я братської могили на вул. Свято-Миколаївська (Леніна), 45, та парад військ місцевого гарнізону.

## Скульптурна композиція
Центральним об'єктом пам'ятки є чавунна скульптура солдата в шоломі (висота 7 м), пофарбована у чорний колір, на 14-метровому гранітному п'єдесталі. Ліва рука кличе вперед, права — стискає автомат.

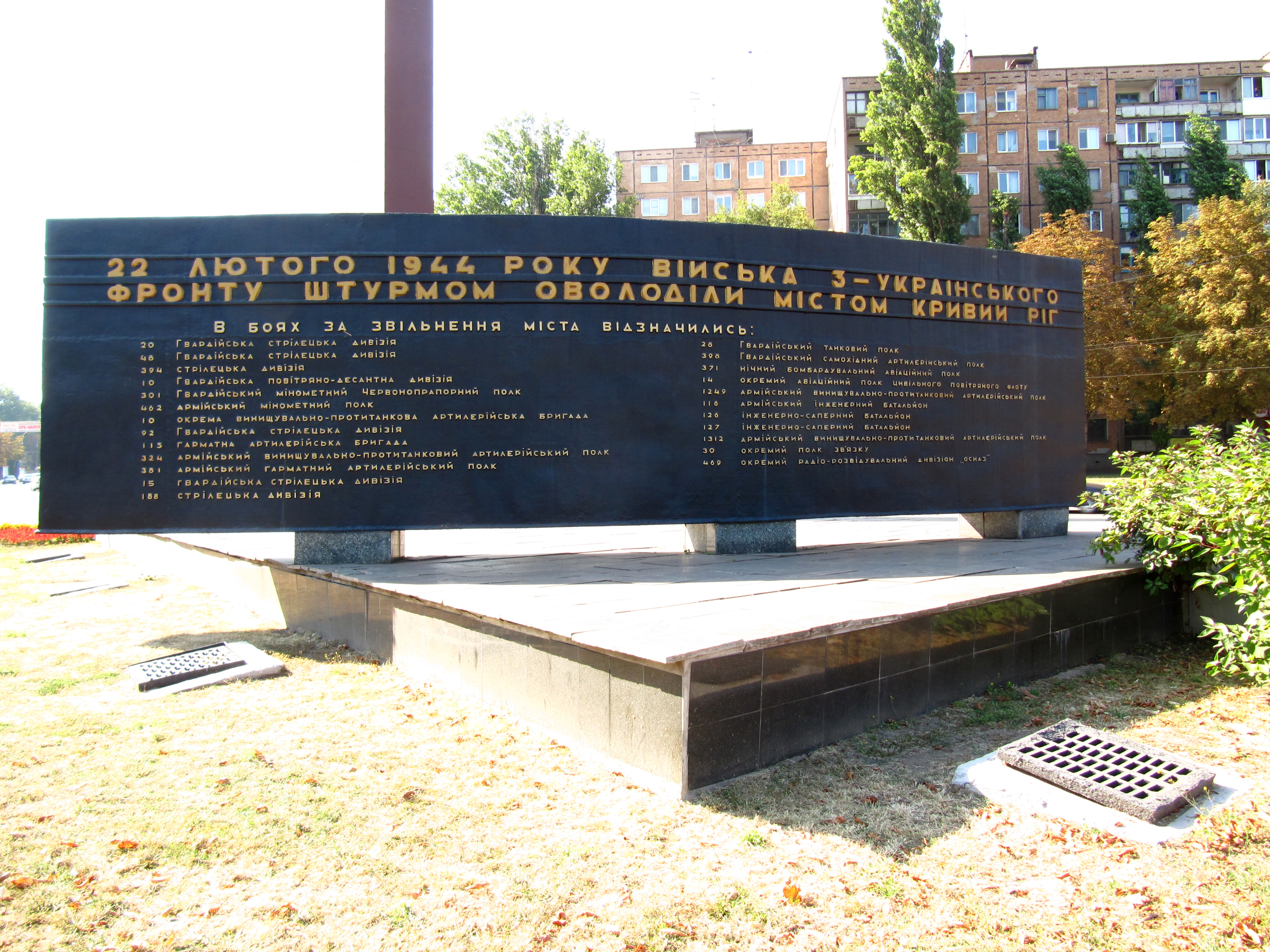

Позаду від постаменту — чавунна стела заокругленої форми (висота 3 м, довжина 12 м) з багатофігурною композицією виконаною у високому рельєфі, яку складають три послідовні і змістовно пов'язані сцени.
Перша символізує початок війни: мати проводжає сина в похід, друга — символ боротьби, третя — мати з дітьми зустрічає переможця. На зворотному боці золотистими літерами — перелік військових частин і з'єднань Третього Українського фронту, які удостоєні почесного звання Криворізьких і тих, що особливо відзначились в боях за визволення Кривого Рогу (усього 21 частина та з'єднання).
На відстані близько 12 м від пам'ятника і стели з двох боків встановлено по 5 смолоскипів, вмонтованих в бетонну стіну (довжина 25 м, висота 1,5 м).